# Георги Юруков (политик)
Георги Владимиров Юруков е български политик, член на Висшия съвет на БСП.

## Биография
Роден е на 11 юни 1955 г. в село Илинден. Юрист е по образование. Депутат е в XXXVII, XXXIX и XL народно събрание от Коалиция за България. В народното събрание е член на комисиите по вътрешна сигурност и обществен ред, земеделието и горите (за два месеца е и неин председател), временна комисия по правни въпроси и временна комисия по земеделието и горите.